# 巴利德加利内拉
巴利德加利内拉，是西班牙巴伦西亚自治区阿利坎特省的一个市镇。总面积54km2，总人口624人（2001年），人口密度12人/km2。